# جونيتا كول
جونيتا بيتش كول (بالإنجليزية: Johnnetta B. Cole)‏ (مواليد 1936) هي عالمة أنثروبولوجيا أمريكية، ومعلمة، ومديرة متحف، ورئيسة كلية. كانت كول أول رئيسة أمريكية من أصل أفريقي لكلية سبيلمان، وهي كلية تاريخية للسود، خدمت فيها منذ عام 1987 حتى عام 1997. ترأست أيضًا كلية بينيت منذ عام 2002 حتى عام 2007. كانت مديرة المتحف الوطني للفن الأفريقي التابع لمؤسسة سميثسونيان بين عامي 2009 و2017.

## التعليم
عملت كول أستاذة في جامعة ولاية واشنطن منذ عام 1962 حتى عام 1970، وأسست فيها أحد برامج الدراسات الأولى للسود في الولايات المتحدة. بدأت كول العمل في قسم الأنثروبولوجيا في جامعة ماساتشوستس في أمهرست في عام 1970، وعملت هناك حتى عام 1982. لعبت دورًا محوريًا في تطوير قسم دبليو. إي. بي دو بويز للدراسات الأمريكية الأفريقية التابع لجامعة ماساتشوستس. انتقلت كول إلى كلية هنتر في عام 1982، وأصبحت مديرة لبرنامج دراسات أمريكا اللاتينية ومنطقة البحر الكاريبي. كانت كول أستاذة في الأنثروبولوجيا، ودراسات المرأة، والدراسات الأمريكية الأفريقية في جامعة إيموري في أتلانتا منذ عام 1998 حتى عام 2001.

## الإدارة
اختيرت كول أول رئيسة سوداء لكلية سبيلمان في عام 1987، وهي كلية مرموقة تاريخيًا للنساء السود. عملت فيها حتى عام 1997، وأسست صندوق المنح من خلال حملة مالية بلغت قيمتها 113 مليون دولار، واستقطبت ارتفاعًا كبيرًا في معدل الالتحاق مع زيادة في عدد الطلاب، فأدى ذلك بشكل عام إلى ارتفاع تصنيف الكلية لتصبح من بين أفضل كليات الفنون الحرة. ساهم بيل وكاميل كوسبي بمبلغ 20 مليون دولار في حملة جمع المال تلك.
عُيِّنت رئيسة لكلية بينيت للنساء -بعد الانتهاء من التدريس في جامعة إيموري- وهي كلية تاريخية للنساء السود أيضًا. قادت هناك حملة مالية ناجحة أخرى، وأسست معرضًا فنيًا أيضًا انضم إلى ثقافة الكلية. تشغل كول حاليًا منصب رئيس معهد جونيتا بي. كول العالمي للتنوع والإندماج الذي أُنشِئ في كلية بينيت للنساء، وهي عضو في منظّمة دلتا سيغما سيتا النسائية.
كانت مديرة المتحف الوطني للفن الأفريقي، وهو جزء من مؤسسة سميثسونيان في واشنطن العاصمة بين عامي 2009 و2017. أقيم خلال إدارتها المعرض المثير للجدل تحت اسم «المحادثات: الأعمال الفنية الأفريقية والأفريقية الأمريكية في حوار»، والذي ضم عشرات القطع من مجموعة بيل وكاميل كوسبي الفنية الخاصة في عام 2015، وذلك بالتزامن مع الاتهامات بالاعتداء الجنسي الموجهة ضد الممثل الكوميدي بيل كوسبي.

## الوظيفة
عملت كول أيضًا في الشركات والمؤسسات الكبرى، فكانت عضو مجلس إدارة في مؤسسة روكفلير المرموقة لسنوات عديدة، ومديرة لشركة ميرك آند كو منذ عام 1994، ورئيسة مجلس أمناء منظمة طريق أمريكا الموحد غير الربحية منذ عام 2004 حتى عام 2006، وهي عضو في مجلس إدارة منظمة طريق غرينزبورو العظمى الموحد.
أُدرِج اسم كول منذ عام 2013 في المجلس الاستشاري للمركز الوطني لتعليم العلوم.

## النشاط السياسي
عين الرئيس المنتخب بيل كلينتون كول في فريقه الانتقالي للتعليم والعمل، والفنون، والعلوم الإنسانية في عام 1992، ونظر في أمر ترشيحها لمنصب وزير التربية والتعليم. لم يدعم كلينتون ترشيحها وذلك بعد أن ذكرت وكالة ذا دجويش ديلي فوروورد الإخبارية بأن كول كانت عضوًا في اللجنة الوطنية لكتيبة فينسيريموز، والتي ربطها مكتب التحقيقات الفدرالي بقوات الاستخبارات الكوبية.

## روابط خارجية
- جونيتا كول على موقع الموسوعة البريطانية (الإنجليزية)
- جونيتا كول على موقع إن إن دي بي (الإنجليزية)